# Enarthrobius dybasi
Enarthrobius dybasi är en mångfotingart som beskrevs av Chamberlin 1944. Enarthrobius dybasi ingår i släktet Enarthrobius och familjen stenkrypare. Inga underarter finns listade i Catalogue of Life.